# Vardan Minassian
Pour les articles homonymes, voir Minassian.
Vardan Razmik Minassian (en arménien Վարդան Մինասյան), né le 5 janvier 1974 à Erevan en Arménie, est un footballeur international arménien et un entraîneur.

## Carrière
Durant sa carrière de joueur, il joue pour les clubs de ligue 1 Mika Erevan et Pyunik Erevan. En tant que joueur de l'équipe nationale, il participe à quinze matchs internationaux.
Minassian commence sa carrière d'entraineur comme coach assistant au Pyunik d'Erevan, puis dans l'équipe nationale avec le sélectionneur Ian Porterfield. D'août 2007 à janvier 2008, après le décès de ce dernier, Minassian prend les rênes de l'équipe pour une série de six matchs avant d'être remplacé par Jan Poulsen et de redevenir assistant. Poulsen est évincé le 31 mars 2009 et c'est Minassian qui le remplace. Il est officiellement promu au poste le 11 avril 2009. Il est nommé entraîneur arménien de l'année 2012.
Le 21 octobre 2013, dix jours avant la fin de son contrat avec l'Arménie, il démissionne, annonçant qu'il a des offres en provenance de l'étranger. 
En avril 2014, il devient l'entraîneur du FC Tobol Kostanaï.